# Orcesis ochreosignata
Orcesis ochreosignata är en skalbaggsart som först beskrevs av Stefan von Breuning och De Jong 1941.  Orcesis ochreosignata ingår i släktet Orcesis och familjen långhorningar. Inga underarter finns listade i Catalogue of Life.